# مناورات زاباد

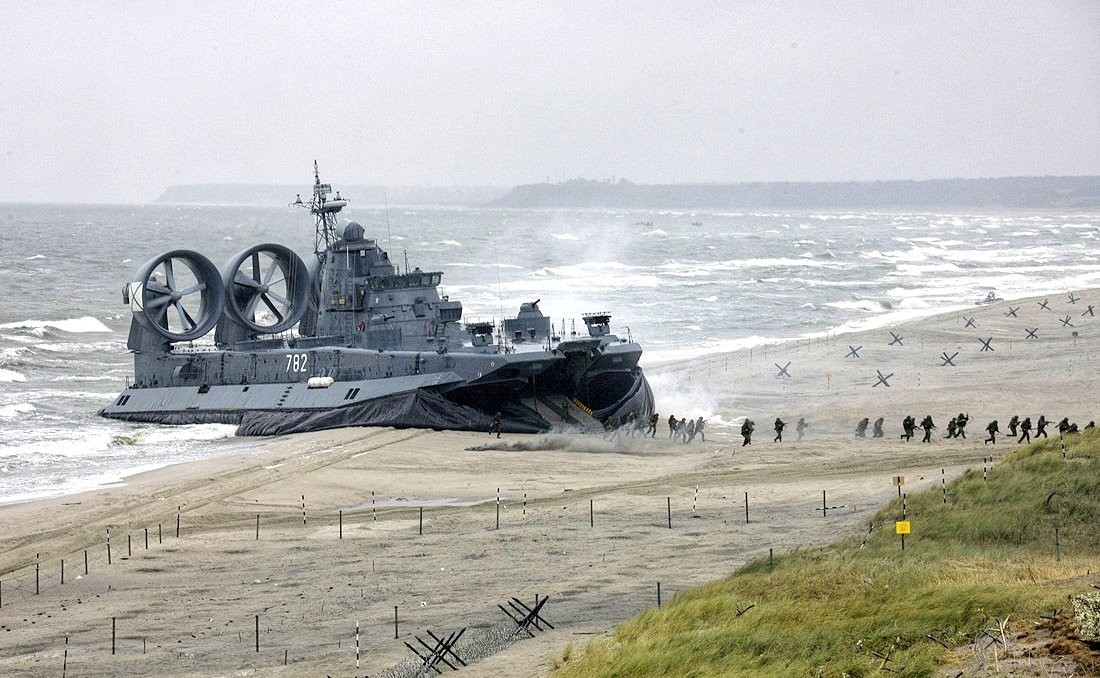

مناورات زاباد أو (بالإنجليزية: Zapad Maneuvers)‏ هي مناورات عسكرية مشتركة تعقد كل عامين منذ عام 2009 بين كل من روسيا وبيلاروسيا.